# Роль, Густаво
Густаво Адольфо Роль (20 июня 1903 — 22 сентября 1994) — итальянский парапсихолог и художник. Его поклонники считают его великим духовным учителем и свидетельствуют о чудесных подвигах, которые он якобы совершил.

## Биография
Рол родился в Турине, Италия, и окончил юридический факультет Туринского университета в 1933 году. Он также учился в Лондоне и Париже и начал банковскую карьеру, что привело его в другие крупные европейские города. Он также был художником-любителем, и его работы были представлены на выставках в «Пинакотеке Джованни и Мареллы Аньелли» и «Проектах Гвидо Коста».
Находясь в Марселе в 1925-1926 годах, он встретил человека, который показал ему некоторые карточные фокусы, вызвав интерес к магическим и паранормальным явлениям. Он занимался более глубокими духовными исследованиями и в Париже пережил опыт, о котором записал в своем дневнике: «Я открыл потрясающий закон, связывающий зеленый цвет, музыкальную квинту и тепло. Я потерял волю к жизни. власть, я больше не буду писать!» В результате этого кризиса он ненадолго удалился в монастырь.
Вернувшись в Италию, Роль стал известен в аристократических и политических кругах 1930-х годов. Он участвовал в различных демонстрациях своих предполагаемых мистических способностей, включая телепатию, ясновидение и другие экстрасенсорные или магические способности. Он также стал другом, среди прочих, кинорежиссеров Федерико Феллини и Франко Дзеффирелли и писателя Дино Буццати. Ближе к концу своей жизни и после его смерти Рол стал центром дебатов в Италии между скептиками и сторонниками парапсихологии.
Его предполагаемые мистические способности никогда не были продемонстрированы, и он неоднократно отказывался подвергаться перекрестному допросу со стороны других иллюзионистов.